# Kunstmuseum Bayreuth

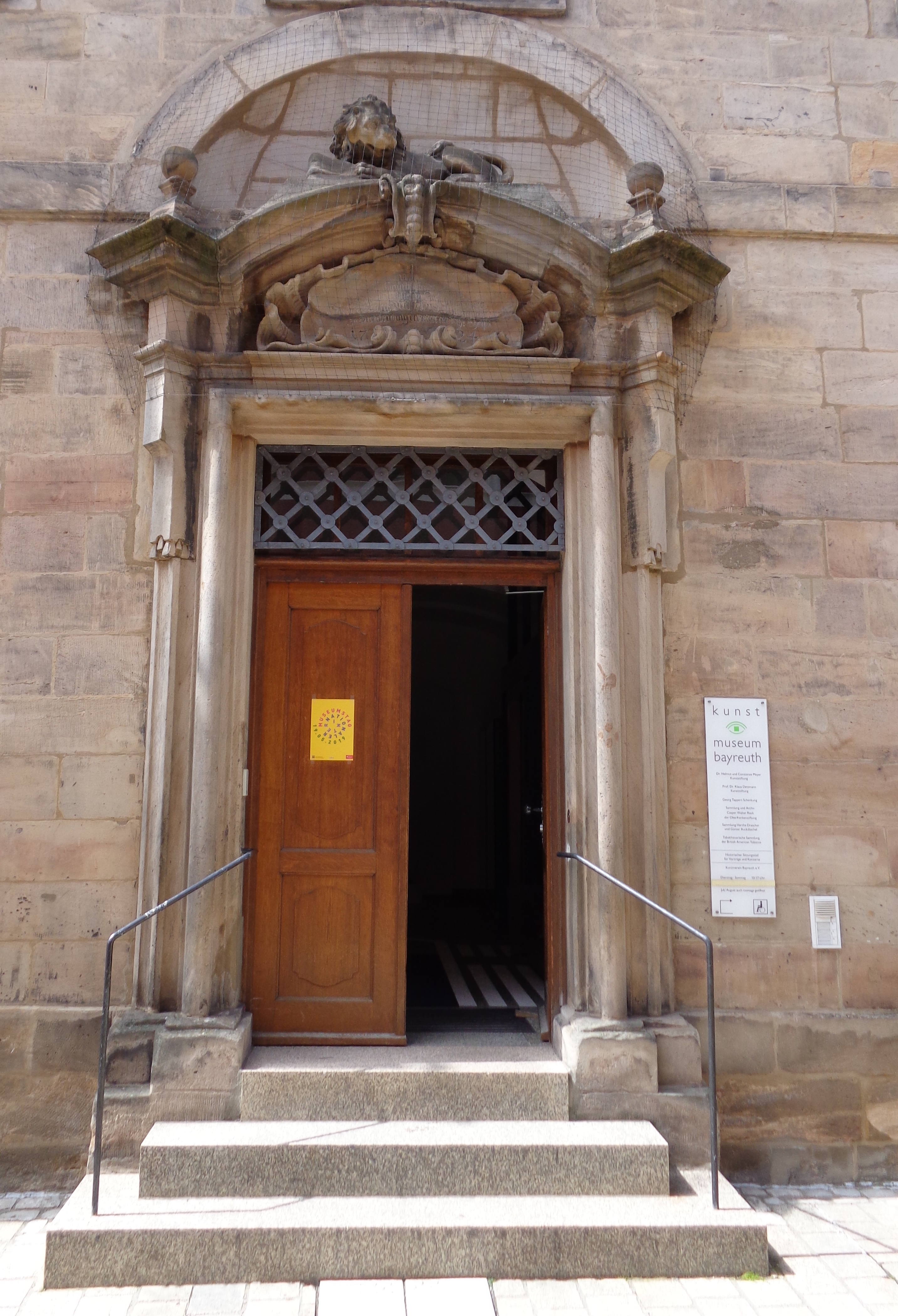
Eingang des Kunstmuseums in der Brautgasse

Das Kunstmuseum Bayreuth ist das Museum für Moderne Kunst der Stadt Bayreuth. In den historischen Räumen des Alten Rathauses an der Einmündung der Brautgasse in die Maximilianstraße werden Ausstellungen zu zeitgenössischer Kunst und Kunst der klassischen Moderne präsentiert. Führungen, museumspädagogische Veranstaltungen und Vorträge für alle Menschen ergänzen das Ausstellungsprogramm des Museums.

## Geschichte

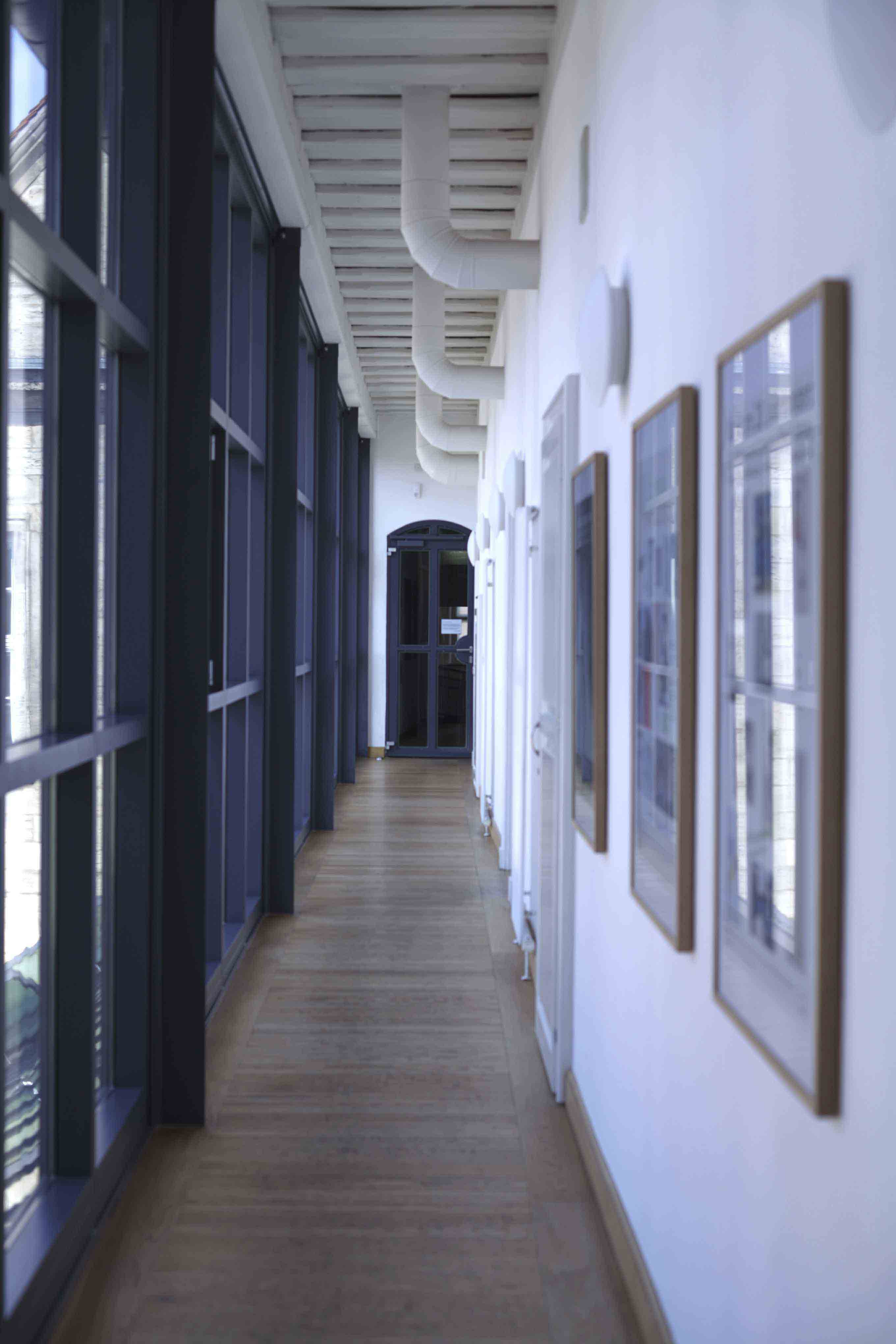
Kunstmuseum Bayreuth, Galerie zu den Ausstellungsräumen

Die Anfänge des als Altes Rathaus bezeichneten Gebäudes führen ins 16. Jahrhundert zurück. 1721 erwarb die Hospitalstiftung das Stadtpalais und überließ es der Stadt zur Nutzung als Rathaus. Diese Funktion hatte es bis 1917 und von 1945 bis 1972 inne. Mit der neuen Aufgabe war eine barocke Umformung des Hauses in den Jahren von 1722 bis 1727 verbunden. Von 1972 bis 1995 beherbergte es das Dienstgebäude der bayerischen Landespolizei, in den Jahren 1996 bis 1999 wurde es für rund 13 Millionen DM saniert.
Nachdem Oberbürgermeister Dieter Mronz die Dr. Helmut und Constanze Meyer Kunststiftung für Bayreuth gewinnen konnte, fiel die Entscheidung für das Alte Rathaus als Sitz des nun entstehenden Kunstmuseums, das im Dezember 1999 seiner neuen Bestimmung übergeben wurde.
Das Kunstmuseum hat ein Veranstaltungsangebot für Menschen jeden Alters und aus allen Kulturen („Menschen von hier, da und dort“). Es ist barrierefrei zugänglich. Unter der Überschrift BarriereFREI lädt das Kunstmuseum Menschen mit und ohne Behinderung zu verschiedenen Veranstaltungen ein.

## Sammlung
Schwerpunkt der Sammlung des Museums ist die Kunst des 20. Jahrhunderts. Unter den rund 20.000 betreuten Objekten bilden Arbeiten auf Papier die mit Abstand größte Gruppe. Die Druckgraphiken, Zeichnungen und Aquarelle befinden sich im Depot. Einzelobjekte und Objektgruppen werden in wechselnden Ausstellungen präsentiert. Das Plakatmuseum im Kunstmuseum Bayreuth umfasst rund 22.000 Plakate. Deren Motive konzentrieren sich auf kulturelle Inhalte wie Literatur, Theater, Ausstellungen. Aber auch zu Themengebieten wie Zeitgeschichte, Sport, Reisen oder Gastronomie finden sich mannigfaltige Variationen.
Die Dr. Helmut und Constanze Meyer Kunststiftung und die Caspar-Walter-Rauh-Sammlung der Oberfrankenstiftung bildeten 1991 den Grundstock des Museums, der 1992 um eine Schenkung von Werken des Expressionisten Georg Tappert erweitert wurde. Mit der Gründung des Kunstmuseums erfolgte 1999 die Einrichtung der tabakhistorischen Sammlung der British American Tobacco. Diese ist seit 1999 nicht mehr im Kunstmuseum Bayreuth angesiedelt. 2002 wurde die Prof. Dr. Klaus Dettmann Kunststiftung gegründet. Es folgten 2009 die Voith-von-Voithenberg-Stiftung und 2014 die Kunststiftung-Viola-Schweinfurter. Mit der Froemel-Sammlung im Jahr 2010 und dem Nachlass von A. D. Trantenroth 2019 kamen weitere große Konvolute als Dauerleihgaben der Oberfrankenstiftung zu den Sammlungsbeständen.
Das Museum hat die städtische Sammlung von Werken der Freien Gruppe Bayreuth (Ausstellungen 1951 – 1980, Nachfolge Kunstverein Bayreuth) übernommen und wächst seit 1999 kontinuierlich, vor allem dank eines intensiven Bürgerengagements. So gaben bereits Hertha Drescher und Günter Ruckdäschel ihre Sammlung an das Museum. Ihnen folgten weitere Sammler, wie Felix und Sybille Böcker und andere Künstler. Die umfangreichsten Künstlerschenkungen beinhalten Werke von Max Ackermann, Ulrike Andresen, Herbert Bessel, Paul Eliasberg und Jeanne Gedon, Hasso von Henninges, Werner Knapp, Carl Fredrik Reuterswärd, Anton Russ, Eduard Sauerzopf, Kurt Teuscher oder Hansjörg Voth.  Auch der Freundeskreis des Kunstmuseums Bayreuth beschenkt seit seiner Gründung im Jahre 2005 das Haus.
Vor allem Künstler der Moderne haben sich immer wieder auf Werke von Menschen mit Psychiatrie-Erfahrung berufen. Eine umfangreiche Sammlung von Outsider Art rundet die Kunstsammlungen des Museums ab. Nach einer ersten Schenkung von Gouachen von Hildegard Wohlgemuth durch Heike Schulz 2013 schenkte der Bezirk Oberfranken dem Museum Werke von Menschen mit Psychiatrie-Erfahrungen, die im Bayreuther Bezirkskrankenhaus entstanden waren.
2012 übernahm Das Kunstmuseum Bayreuth das Kleine Plakatmuseum, das seither seinen Sitz im Museum hat.